# Detention (película de 2003)

Detention es una película de acción de 2003 dirigida por Sidney J. Furie . Está protagonizada por Dolph Lundgren como un maestro de la escuela secundaria Sam Decker, que se jubilará y que tiene una última detención como supervisor y Alex Karzis como Chester Lamb. Desafortunadamente, los traficantes de drogas han elegido atacar a la escuela. Sam debe unir a los inadaptados en la detención para derrotar a los criminales y mantenerse con vida.

## Argumento
Cuenta la historia del maestro Sam Decker ( Dolph Lundgren ), un exsoldado, que Después del servicio militar en la Guerra del Golfo y la ex Yugoslavia, regresó a su barrio del centro de la ciudad para dar clases en la escuela más dura de la ciudad.
Frustrado y enojado por un sistema que no funciona, Sam entrega su renuncia. Pero el día que lo hace, la escuela se convierte en un campo de batalla cuando llega un grupo bien organizado de asesinos armados con armas automáticas y explosivos.
Sam y los jóvenes más fuertes de la escuela se unen y logran combatir a los matones armados y frustrar el crimen perfectamente. En el camino, descubren una siniestra conspiración que llega al departamento de policía e incluso al nivel más alto del gobierno.
Lamb y su equipo, que incluyen a Gloria Waylon ( Kata Dobo ), los punks Viktor (Joseph Scoren) y Alek ( Anthony J. Mifsud ), continúan acechando a los estudiantes a través de la escuela.
Pero Sam todavía tiene algunos trucos para enseñarles a los jóvenes y la lección más importante esa noche, la supervivencia.
- Datos: Q1201149